# Guatteria williamsii
Guatteria williamsii este o specie de plante angiosperme din genul Guatteria, familia Annonaceae, descrisă de Robert Elias Fries. A fost clasificată de IUCN ca specie cu risc scăzut. Conform Catalogue of Life specia Guatteria williamsii nu are subspecii cunoscute.